# 니키역
니키역(일본어: 仁木駅 니키에키[*])은 일본 홋카이도 요이치 군 니키정에 있는 홋카이도 여객철도 하코다테 본선의 철도역이다.

## 역 구조
1면 1선의 단선식 승강장이 있는 지상역으로, 역사는 콘크리트 건물이다. 선로 철거 전에는 2면 2선의 상대식 승강장이 있었다. 역 앞의 상점에서 승차권을 발매하는 간이 위탁역으로, 6시 30분부터 20시 00분까지 영업한다.

### 승강장
| - | ■ 하코다테 본선 | 상행 요이치 · 굿찬 · 오샤만베 방면 |
| - | ■ 하코다테 본선 | 하행 오타루 · 데이네 · 삿포로 방면 |

## 역 주변
- 요이치 정사무소
- 니키 상업고등학교
- 니키 초등학교
- 니키 중학교
- 니키 우편국

## 역사
- 1902년 12월 10일 - 홋카이도 철도의 역으로 개업.
- 1907년 7월 1일 - 홋카이도 철도 국유화.
- 1972년 3월 15일 - 화물 취급 폐지.
- 1984년 2월 1일 - 수하물 취급 폐지.
- 1984년 3월 31일 - 무인화. 다만 운전 업무와 개찰 업무는 계속 이루어짐.
- 1986년 11월 1일 - 교환 설비(선로와 승강장) 철거 및 간이 위탁화.
- 1987년 4월 1일 - 일본국유철도 분할 민영화로 홋카이도 여객철도가 계승.
- 2007년 10월 - 역 번호 부여. S19.

## 인접한 역
| 홋카이도 여객철도 하코다테 본선 | 홋카이도 여객철도 하코다테 본선 | 홋카이도 여객철도 하코다테 본선 |
| ------------------------------- | ------------------------------- | ------------------------------- |
| S20 시카리베쓰 오샤만베 방면    | ■ 하코다테 본선                 | S18 요이치 오타루 방면          |